# Dommelstraat
De Dommelstraat is een straat en uitgaansgebied in het centrum van Eindhoven. Deze straat sluit aan op het Stationsplein.

## Monumenten
Halverwege de Dommelstraat staat, op de hoek met de Raiffeisenstraat, het rijksmonumentale bankgebouw van de Coöperatieve Centrale Boerenleenbank, tegenwoordig beter bekend als de Rabobank. In dit pand, ontworpen door Jan Stuyt en gerealiseerd in 1909, is geheel uitgevoerd in Um 1800 stijl. De bakstenen gevels zijn rijk gedecoreerd, waarbij gebruik is gemaakt van classicistische elementen. Het pand heeft een horeca-bestemming.

## Uitgaansgelegenheden
Aan de Dommelstraat staat het poppodium Effenaar. Verder zijn er clubs, cafés, cocktailbars en restaurants te vinden.

## Fotogalerij

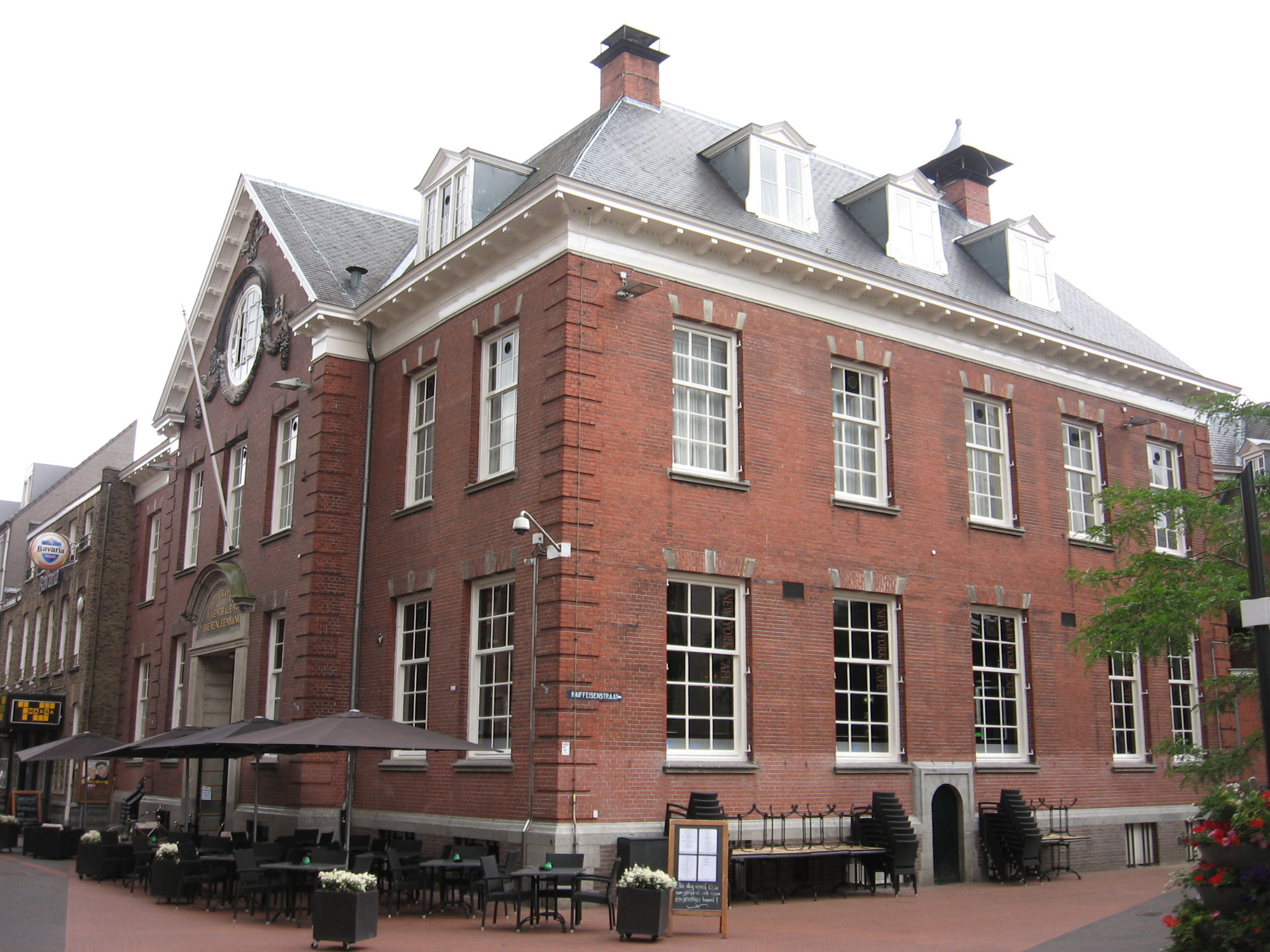
Kantoorgebouw Coöperatieve Centrale Boerenleenbank
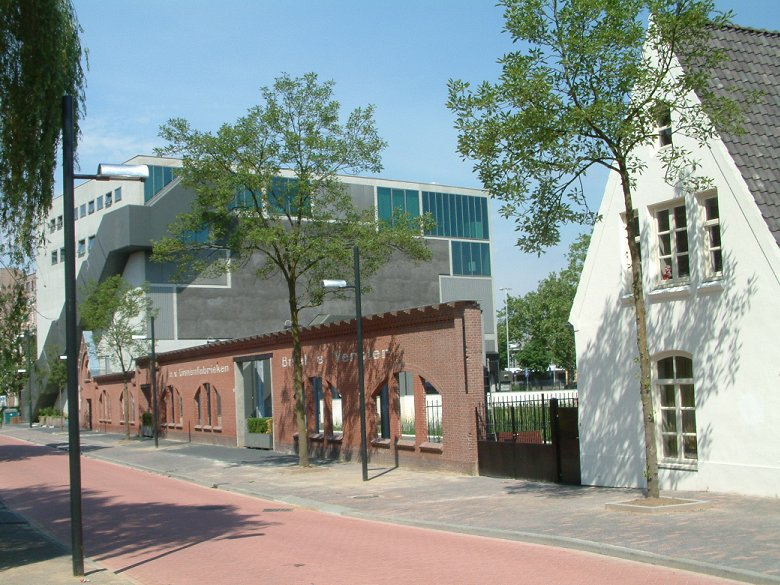
De Effenaar gevestigd aan de Dommelstraat 2

18 Septemberplein ·
Berenkuil ·
Boschdijk ·
Demer ·
Dommelstraat ·
Emmasingel ·
John F. Kennedylaan ·
Keizersgracht ·
Markt ·
Mathildelaan ·
Oude Stadsgracht ·
Stationsplein ·
Stratumsedijk ·
Stratumseind ·
Vestdijk ·
Wal ·
Wilhelminaplein